# Toomas Hendrik Ilves
Toomas Hendrik Ilves, estonski politik, * 26. december 1953, Stockholm, Švedska. 
9. aprila 2006 in ponovno 2011 je bil izvoljen za predsednika Estonije, kar je bil do leta 2016, ko je zaključil drugi mandat.